# ريبي فيلوسو
ريبي فيلوسو (7 أبريل 1997 في البرازيل – )؛ هو لاعب كرة قدم كان يلعب كلاعب وسط.

## وصلات خارجية
- ريبي فيلوسو على موقع رابطة كرة القدم اليابانية للمحترفين (اليابانية)
- ريبي فيلوسو على موقع قاعدة بيانات كرة القدم.إي يو (الإنجليزية)
- ريبي فيلوسو على موقع Soccerway.com (الإنجليزية)
- ريبي فيلوسو على موقع عالم كرة القدم.نت (الإنجليزية)